# Toquí de front ardent
El toquí de front ardent (Atlapetes pallidinucha) és un ocell de la família dels passerèl·lids (Passerellidae).

## Hàbitat i distribució
Habita la selva pluvial, vegetació secundària i matolls als Andes de Colòmbia, extrem sud-oest de Veneçuela, oest i est de l'Equador i nord-oest del Perú.

## Taxonomia
Es reconeixen dues subespècies:
- A. p. pallidinucha (Boissonneau, 1840) localitzat al nord-est de Colòmbia i oest de Veneçuela.
- A. p. papallactae (Hellmayr, 1913) del centre de Colòmbia a l'Ecuador i nord de Perú.